# التعاون خلال الحرب العالمية الثانية
التعاون هو التعاون مع العدو ضد بلده (مواطن) في زمن الحرب. يستخدم المصطلح غالبًا لوصف المتعاونين المدنيين مع قوى المحور المحتلة، خاصة ألمانيا النازية واليابان الإمبراطورية، خلال الحرب العالمية الثانية. من دوافع التعاون بين المواطنين والجهات الاجنبية كانت القومية والكراهية العرقية ومناهضة الشيوعية ومعاداة السامية والانتهازية والدفاع عن النفس، أو في كثير من الأحيان مزيج من هذه العوامل مجتمعة. ارتكب بعض المتعاونين في الحرب العالمية الثانية جرائم حرب أو جرائم ضد الإنسانية أو فظائع أخرى مثل المحرقة. في كثير من الأحيان، كان المتعاونون ببساطة «يتابعون للوصول إلى جانب»، في محاولة للاستفادة من الاحتلال أو مجرد البقاء على قيد الحياة. تعريف التعاون غير دقيق ويخضع للتفسير. كان البعض يتعاون مع المحتل ليهرب من معسكرات الاعتقال مثل معسكرات الاعتقال في المانيا النازية.
يقسم ستانلي هوفمان التعاون إلى لا إرادي (اعتراف متردد بالضرورة) وطوعي (محاولة لاستغلال الضرورة). ووفقا له، يمكن أن يكون التعاون إما خادعة أو أيديولوجية. هي خدمة للعدو على أساس ضرورة البقاء على قيد الحياة أو الراحة الشخصية، في حين أن الأيديولوجية هي الدعوة للتعاون مع قوة العدو. في المقابل، استخدم بيرترام جوردون مصطلحي «متعاون» و«المتعاونة» لتعاون غير الأيديولوجي والإيديولوجي، على التوالي. جيمس مايس وارد أنه على الرغم من أن التعاون في كثير من الأحيان يعادل الخيانة، كان هناك «تعاون مشروع» بين المعتقلين المدنيين (معظمهم من الأمريكيين) في الفلبين وخاطفيهم اليابانيين من أجل المنفعة المتبادلة وتعزيز إمكانيات المعتقلين للمحافظة على حياتهم  تم التعاون مع قوى المحور في أوروبا وآسيا بدرجات متفاوتة في جميع البلدان المحتلة، وعلى الرغم من أن المملكة المتحدة والولايات المتحدة لم تختل مناطق قط، فإن التبعية البريطانية، جزر القنال بالقرب من فرنسا، كانت تحت الاحتلال الألماني. وآلاف من المدنيين الأمريكيين في آسيا تم اعتقالهم من قبل اليابان.
مع هزيمة المحور، عوقب المتعاونون غالبًا بالإهانة العامة والسجن والإعدام. في فرنسا، تم إعدام 10500 متعاون، بعضهم بعد محاكمات والبعض الآخر خارج نطاق المحاكمات.

#### فرنسا

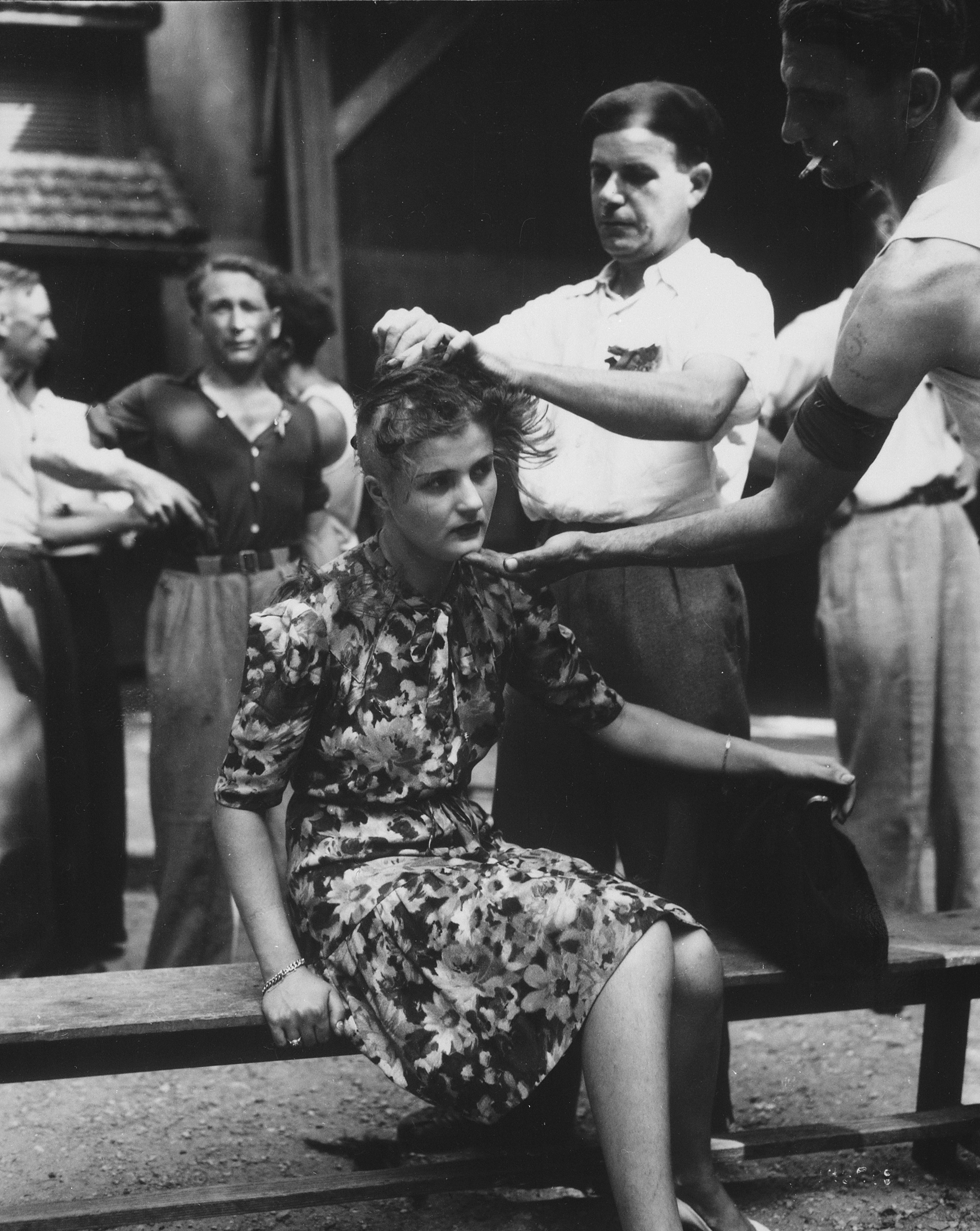
في فرنسا، حلق شعر الكثير من النساء كعقاب على علاقتهن مع الألمان.

## الحرب العالمية الثانية
خلال الحرب العالمية الثانية، كان التعاون موجودًا بدرجات متفاوتة في المناطق التي تحتلها ألمانيا.

### الدول الأوروبية

#### البلدان المنخفضة
في بلجيكا، تم تنظيم المتعاونين في حزب VNV وحركة DeVlag في فلاندرز، وفي حركة Rexist في والونيا. كانت هناك حركة تعاون نشطة في هولندا.

#### ألمانيا
قبل المواطن الألماني وغير النازي فرانز أوبنهوف تعيينه عمدة مدينة آخن الألمانية في عام 1944، تحت سلطة قيادة الحلفاء العسكرية. تم اغتياله بناء على أوامر من هاينريش هيملر في عام 1945.

## الصراع الإسرائيلي الفلسطيني
في المجتمع الفلسطيني، يُنظر إلى التعاون مع إسرائيل باعتباره جريمة خطيرة ووصمة عار اجتماعية  وأحيانًا يعاقب عليها (قضائيًا أو خارج نطاق القضاء) بالموت. بالإضافة إلى ذلك، خلال الفترة 2007-2009، حكم على حوالي 30 فلسطينياً بالإعدام في المحكمة بتهم تتعلق بالتعاون، رغم أن الأحكام لم تنفذ.
في يونيو/حزيران 2009، تعرض رائد صوالحة، وهو صبي فلسطيني يبلغ من العمر 15 عامًا، للتعذيب الوحشي وشنقه من قبل عائلته لأنهم اشتبهوا في تعاونه مع إسرائيل.  بدأت سلطات الأراضي الفلسطينية تحقيقًا في القضية واعتقلت الجناة.  وقالت الشرطة إنه من غير المرجح أن يتم تجنيد مثل هذا الصبي الصغير كمخبر.